# Unione delle città e dei governi locali
L'unione delle città e dei governi locali (in inglese United Cities and Local Governments, UCLG) è un'organizzazione internazionale con sede a Barcellona (Spagna) che si propone di riunire le città, i governi locali e le associazioni municipali di tutto il mondo. È stata fondata nel 2004 dall'unione di International Union of Local Authorities (IULA) e World Federation of United Cities (FMCU). La UCLG è la più grande organizzazione mondiale di amministrazioni locali e raccoglie oltre 1000 membri da oltre 120 paesi ONU e rappresenta più della metà della popolazione mondiale.
Esistono alcune aree continentali di riferimento:
- Africa (UCLGAfrica),
- Asia-Pacifico (UCLG-ASPAC),
- Europa (CEMR),
- Eurasia (UCLG EuroAsia),
- Medio Oriente e Asia occidentale (UCLG MEWA),
- America Latina (FLACMA),
- America settentrionale (UCLG North America).

ed inoltre ha alcune sezioni per le grandi metropoli.